# Font pública (Castelló de Farfanya)
La Font pública és una obra barroca de Castelló de Farfanya (Noguera) inclosa a l'Inventari del Patrimoni Arquitectònic de Catalunya.

## Descripció

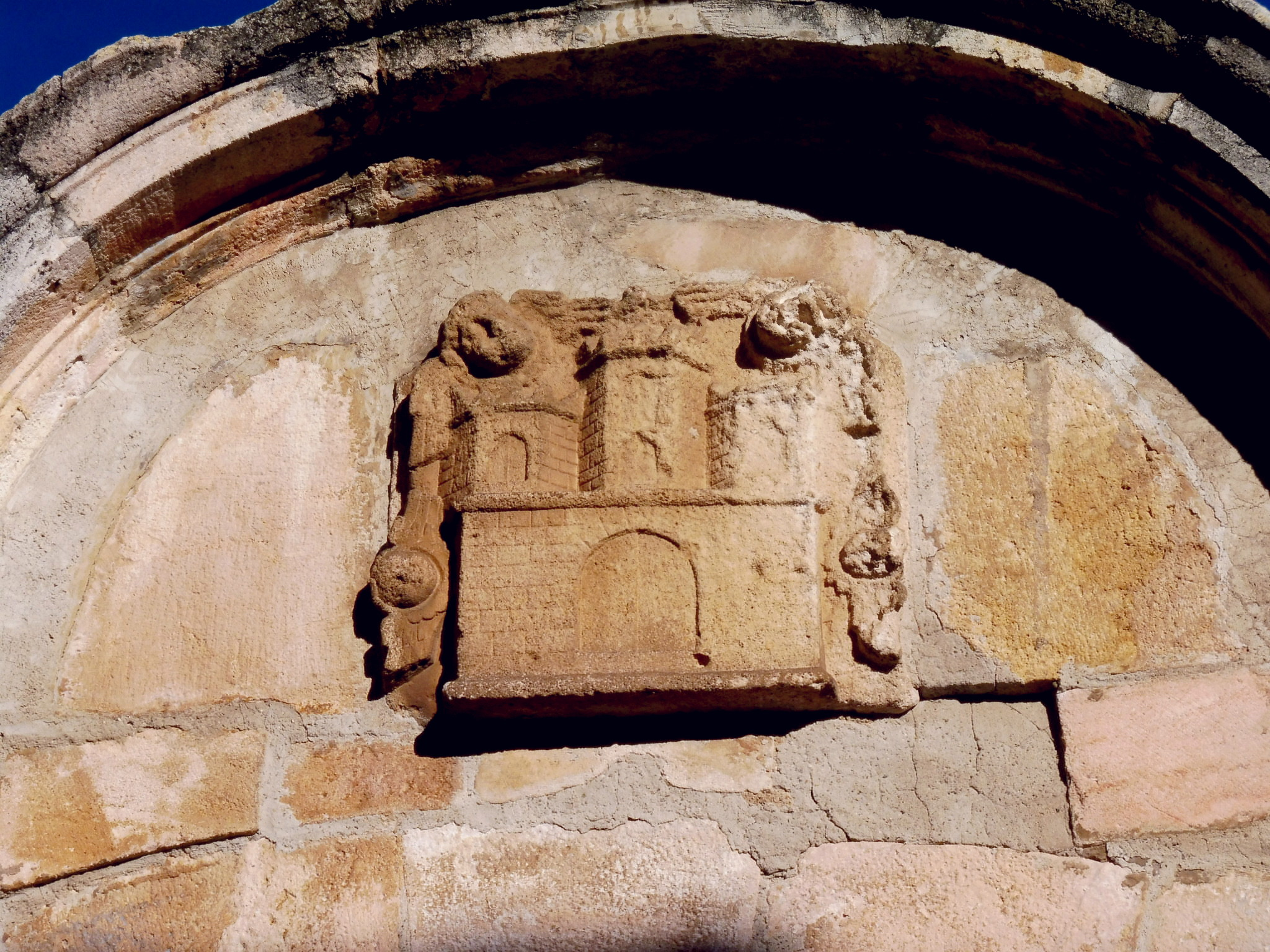
Escut de Castelló

Situada darrere l'església de Sant Miquel. Font monumental d'estil barroc en forma de gran fornícula coronada per un arc superior amb l'escut de les tres torres de Castelló. Als costats, damunt dels capitells de les columnes que hi ha per banda, hi ha dos àngels mostrant respectivament els escuts del comtat Foix-Bearn (dreta) i de Foix i d'Urgell (esquerra). A l'interior de la fornícula, elevada sobre una peanya hi ha una imatge de la Mare de Déu i el Nen, del segle XIV; els dos són escapçats. Sota, enmig de la paret de fons, hi ha un cap humà per la boca del qual brolla l'aigua.

## Història
Construïda durant el segle xvii i lloc de trobada del poble durant molt de temps.
La imatge de la verge és anterior a la construcció de la font, podria haver estat a l'església del castell.